# Pisenor lepidus
Pisenor lepidus là một loài nhện trong họ Barychelidae. Loài này phân bố ờ Tanzania.